# Opius sculptigaster
Opius sculptigaster är en stekelart som beskrevs av Fischer 1968. Opius sculptigaster ingår i släktet Opius och familjen bracksteklar. Inga underarter finns listade i Catalogue of Life.